# Anapis minutissima
Anapis minutissima är en spindelart som först beskrevs av Simon 1903.  Anapis minutissima ingår i släktet Anapis och familjen Anapidae.
Artens utbredningsområde är Jamaica. Inga underarter finns listade i Catalogue of Life.